# 13a etapa del Tour de França de 2013
La 13a etapa del Tour de França de 2013 es disputà el divendres 12 de juliol de 2013 sobre un recorregut de 173 km entre Tours (Indre i Loira) i Saint-Amand-Montrond (Cher).
L'etapa, de bojos per culpa del vent i els nombrosos ventalls que es formaren, fou guanyada pel britànic Mark Cavendish (Omega Pharma-Quick Step), que d'aquesta manera aconseguia la seva vint-i-cinquena victòria d'etapa al Tour de França. Amb tot el més destacable fou la pèrdua de quasi 10 minuts per part d'Alejandro Valverde (Movistar Team) en patir una avaria mecànica a manca de 84 km per a l'arribada, un canvi de bicicleta més lent del desitjable i una acceleració pel Belkin Pro Cycling Team per tal d'allunyar-lo de la segona posició a la general. En els darrers quilòmetres un nou ventall provocat pel Team Saxo-Tinkoff d'Alberto Contador li van permetre recuperar una mica més d'un minut respecte al líder, Christopher Froome (Team Sky).

## Recorregut

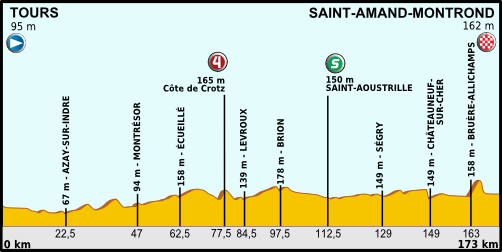
Recorregut de la 13a etapa

Nova etapa totalment plana entre Tours i Saint-Amand-Montrond i una sola petita cota de quarta categoria al quilòmetre 77,5 d'etapa a través dels departaments d'Indre i Loira, Indre i Cher. L'esprint intermedi es troba al km 112,5, a Saint-Aoustrille.

## Desenvolupament de l'etapa
De sortida sis corredors formen una escapada: Przemysław Niemiec (Lampre-Merida), Yohann Gène (Team Europcar), Rubén Pérez Moreno (Euskaltel–Euskadi), Kris Boeckmans (Vacansoleil-DCM), Cyril Lemoine (Sojasun) i Luis Ángel Maté (Cofidis). La seva màxima diferència fou de 3' 45" al km 56, quan l'Omega Pharma-Quick Step es posà al capdavant del gran grup a tirar amb força aprofitant la presència del vent i que Marcel Kittel es trobà a la part del darrere del gran grup. Al km 77 els escapats són neutralitzats. Poc després de l'avituallament Alejandro Valverde (Movistar Team) pateix una avaria mecànica i perd contacte amb el grup de favorits. A l'instant el Belkin Pro Cycling Team passa al capdavant del grup principal per imprimir un fort ritme i evitar que Valverde torni a contactar amb ells. A poc a poc el temps perdut per Valverde augmenta, tot i l'ajuda de tots els seus companys, amb excepció de Nairo Quintana. A 31 km de l'arribada es produeix un nou ventall provocat pel Team Saxo-Tinkoff. Al capdavant queda un grupet de 14 ciclistes, entre els quals hi ha bona part de l'equip de Contador, Bauke Mollema i Laurens ten Dam (Belkin Pro Cycling Team), Jakob Fuglsang (Astana Qazaqstan Team), Mark Cavendish (Omega Pharma-Quick Step) i Peter Sagan (Cannondale), mentre pel darrere hi ha el líder i Joaquim Rodríguez (Team Katusha). En la lluita per la victòria Cavendish és el més ràpid, seguit per Sagan. Aquesta era la vint-i-cinquena victòria d'etapa de Cavendish al Tour, cosa que el situa com a tercer ciclista amb més victòries, rere Eddy Merckx i Bernard Hinault i empatat amb André Leducq. Froome perd 1' 09", però conserva el lideratge, mentre Valverde acaba cedint 9' 54" i tota opció a podi.

## Esprints
| Primer  | André Greipel (GER)      | 20 pts |
| Segon   | Mark Cavendish (GBR)     | 17 pts |
| Tercer  | Peter Sagan (SVK)        | 15 pts |
| Quart   | Joan Antoni Flecha (CAT) | 13 pts |
| Cinquè  | Fabio Sabatini (ITA)     | 11 pts |
| Sisè    | Matteo Tosatto (ITA)     | 10 pts |
| Setè    | Daniele Bennati (ITA)    | 9 pts  |
| Vuitè   | Niki Terpstra (NED)      | 8 pts  |
| Novè    | Michael Rogers (AUS)     | 7 pts  |
| Desè    | Tony Martin (GER)        | 6 pts  |
| Onzè    | Alberto Contador (ESP)   | 5 pts  |
| Dotzè   | Maxime Monfort (BEL)     | 4 pts  |
| Tretzè  | Robert Gesink (NED)      | 3 pts  |
| Catorzè | Roman Kreuziger (CZE)    | 2 pts  |
| Quinzè  | Maarten Wynants (BEL)    | 1 pt   |

| Primer  | Mark Cavendish (GBR)   | 45 pts |
| Segon   | Peter Sagan (GER)      | 35 pts |
| Tercer  | Bauke Mollema (NED)    | 30 pts |
| Quart   | Jakob Fuglsang (DEN)   | 26 pts |
| Cinquè  | Niki Terpstra (NED)    | 22 pts |
| Sisè    | Roman Kreuziger (CZE)  | 20 pts |
| Setè    | Alberto Contador (ESP) | 18 pts |
| Vuitè   | Laurens ten Dam (NED)  | 16 pts |
| Novè    | Sylvain Chavanel (FRA) | 14 pts |
| Desè    | Michael Rogers (AUS)   | 12 pts |
| Onzè    | Nicolas Roche (IRL)    | 10 pts |
| Dotzè   | Daniele Bennati (ITA)  | 8 pts  |
| Tretzè  | Maciej Bodnar (POL)    | 6 pts  |
| Catorzè | Matteo Tosatto (ITA)   | 4 pts  |
| Quinzè  | André Greipel (GER)    | 2 pts  |

## Cotes de muntanya
- 1. Cota de Crotz. 165m. 4a categoria (km 77,5) (1,2 km al 4,0%)

| Primer | Pierre Rolland (FRA) | 1 pt |

## Classificació de l'etapa
|    | Ciclista               | Equip                   | Temps      |
| -- | ---------------------- | ----------------------- | ---------- |
| 1  | Mark Cavendish (GBR)   | Omega Pharma-Quick Step | 3h 40' 08" |
| 2  | Peter Sagan (SVK)      | Cannondale              | m. t.      |
| 3  | Bauke Mollema (NED)    | Belkin Pro Cycling Team | m. t.      |
| 4  | Jakob Fuglsang (DEN)   | Astana Qazaqstan Team   | m. t.      |
| 5  | Niki Terpstra (NED)    | Omega Pharma-Quick Step | m. t.      |
| 6  | Roman Kreuziger (CZE)  | Team Saxo-Tinkoff       | m. t.      |
| 7  | Alberto Contador (ESP) | Team Saxo-Tinkoff       | m. t.      |
| 8  | Laurens ten Dam (NED)  | Belkin Pro Cycling Team | m. t.      |
| 9  | Sylvain Chavanel (FRA) | Omega Pharma-Quick Step | + 6"       |
| 10 | Michael Rogers (AUS)   | Team Saxo-Tinkoff       | + 9"       |

## Classificació general
|    | Ciclista                     | Equip                   | Temps       |
| -- | ---------------------------- | ----------------------- | ----------- |
| 1  | Chris Froome (GBR)           | Team Sky                | 51h 00' 30" |
| 2  | Bauke Mollema (NED)          | Belkin Pro Cycling Team | + 2' 28"    |
| 3  | Alberto Contador (ESP)       | Team Saxo-Tinkoff       | + 2' 45"    |
| 4  | Roman Kreuziger (CZE)        | Team Saxo-Tinkoff       | + 2' 48"    |
| 5  | Laurens ten Dam (NED)        | Belkin Pro Cycling Team | + 3' 01"    |
| 6  | Jakob Fuglsang (DEN)         | Astana Qazaqstan Team   | + 4' 39"    |
| 7  | Michał Kwiatkowski (POL)     | Omega Pharma-Quick Step | + 4' 44"    |
| 8  | Nairo Quintana (COL)         | Movistar Team           | + 5' 18"    |
| 9  | Jean-Christophe Péraud (FRA) | AG2R La Mondiale        | + 5' 39"    |
| 10 | Joaquim Rodríguez (ESP)      | Team Katusha            | + 5' 48"    |

## Classificacions annexes
|    | Ciclista             | Equip                   | Punts   |
| -- | -------------------- | ----------------------- | ------- |
| 1r | Peter Sagan (SVK)    | Cannondale              | 357 pts |
| 2n | Mark Cavendish (GBR) | Omega Pharma-Quick Step | 273 pts |
| 3r | André Greipel (GER)  | Lotto-Belisol           | 217 pts |

|    | Ciclista             | Equip         | Punts  |
| -- | -------------------- | ------------- | ------ |
| 1r | Pierre Rolland (FRA) | Team Europcar | 50 pts |
| 2n | Chris Froome (GBR)   | Team Sky      | 33 pts |
| 3r | Richie Porte (AUS)   | Team Sky      | 28 pts |

|    | Ciclista                 | Equip                   | Temps       |
| -- | ------------------------ | ----------------------- | ----------- |
| 1r | Michał Kwiatkowski (POL) | Omega Pharma-Quick Step | 51h 05' 14" |
| 2n | Nairo Quintana (COL)     | Movistar Team           | + 34"       |
| 3r | Andrew Talansky (USA)    | Garmin-Sharp            | + 8' 27"    |

|    | Equip                   | Temps        |
| -- | ----------------------- | ------------ |
| 1r | Team Saxo-Tinkoff       | 152h 22' 21" |
| 2n | Belkin Pro Cycling Team | + 02' 32"    |
| 3r | AG2R La Mondiale        | + 10' 37"    |

## Abandonaments
- Edvald Boasson Hagen (NOR) (Team Sky): no surt.[6]